# Biotrofia
Biotrofia (gr. βίος bios "vida" e τροφή trophé "nutrição") é a designação dada em Ecologia ao modo de nutrição em que um organismo se nutre a expensas das células vivas de outro. Nesta forma de relação parasita-hospedeiro (que também pode ser simbiótica) o hospedeiro mantém-se vivo durante largos períodos, já que a sobrevivência do parasita (ou simbionte) depende da vida do hospedeiro.

## Descrição
Ao grupo dos organismos biotróficos pertencem múltiplas espécies de fitoparasitas e zooparasitas, para além de simbiontes, como os fungos formadores de micorrizas e as bactérias formadoras de nódulos das raízes (Rhizobiaceae). 